# European College of Sport Science
Das European College of Sport Science (ECSS) ist eine sportwissenschaftliche Organisation in Form eines eingetragenen, gemeinnützigen Vereins. Die Geschäftsstelle des 1995 in Nizza gegründeten Vereins ist der Deutschen Sporthochschule Köln angegliedert.

## Aufgaben
Satzungszweck ist die Förderung von Wissenschaft und Forschung – getragen vom Motto: Share your knowledge. Dieser Zweck soll insbesondere durch die Schaffung und Verbreitung von wissenschaftlichen Erkenntnissen im Hinblick auf Motivation, Haltung, Wertvorstellungen, Anpassungsvorgängen, Leistung und Gesundheit von Menschen, die sportlich aktiv sind bzw. an Sport interessiert sind, verwirklicht werden. Unter Sport werden hier alle Formen zielgerichteter menschlicher Bewegung verstanden, die auf die Erhaltung oder Verbesserung der Gesundheit, der körperlichen Leistungsfähigkeit oder des individuellen und sozialen Wohlbefindens ausgerichtet sind.
Das ECSS berät nationale und europäische Institutionen, wie die Europäische Union und den Europarat in Hinblick auf den aktuellen Forschungsbedarf und neue Forschungsergebnisse in der Sportwissenschaft sowie hinsichtlich Fragestellungen der Sportwissenschaft oder verwandter Disziplinen. Darüber hinaus veranstaltet das ECSS jährlich einen Kongress.

## Young Investigator Award
Das ECSS sieht eine besondere Aufgabe in der Förderung des wissenschaftlichen Nachwuchses. Integraler Bestandteil der jährlichen ECSS Kongresse ist der Young Investigators Award. Preisgelder werden an 20 junge Sportwissenschaftler (unter 32 Jahre) vergeben, die auf dem Kongress durch einen mündlichen Vortrag oder eine Poster-Präsentation wissenschaftlich überzeugen können. Wissenschaftlichkeit, Relevanz und Anwendbarkeit sind die wichtigsten Kriterien.

## European Journal of Sport Science
Das European Journal of Sport Science (EJSS) ist die sportwissenschaftliche Zeitschrift des ECSS und PubMed gelisted. Die Artikel beziehen sich auf biologische-, verhaltens- und sozialwissenschaftliche Aspekte hinsichtlich Sport und körperlicher Aktivität. Das EJSS erscheint in sechs Ausgaben pro Jahr.

## Position Statements
Ein weiteres Projekt des ECSS besteht in der Erstellung von sogenannten Positionspapieren. Diese Arbeiten können von nationalen und internationalen Organisationen verwendet werden, um einheitliche und übergreifende Richtlinien zu entwerfen. Dies soll dazu beitragen, die positiven Wirkungen von Sport und Bewegung auf die politische Agenda zu setzen.